# 1928年11月27日月食
1928年11月27日月食为一次在协调世界时1928年11月27日出現的月全食。該次月食半影食分為2.142、全影食分為1.155。偏食維持了97分，全食維持28分。

## 概述
這次月食的食分是4.19，偏食維持了97分，全食維持28分。

## 基本參數
- 類型：月全食
- 食甚資料：
  - 日期：1928年11月27日
  - 時間：9:01
  - 月球位置：赤經4.19度、赤緯21.5度
  - 食分：半影食分：2.142、全影食分：1.155
  - 持續時間：偏食97分、全食28分

## 外部連結
- NASA月食專頁（页面存档备份，存于）（英文）